# Die Spinnen: Der goldene See
Die Spinnen: Der goldene See is een Duitse avonturenfilm uit 1919 onder regie van Fritz Lang.

## Verhaal
Kay Hoog ontdekt dat er in Peru wellicht nog steeds Inca's leven. Hij reist erheen, omdat hij vermoedt dat ze een legendarische schat zouden bezitten. Maar er zijn kapers op de kust. De criminele organisatie Die Spinnen wil ook de Incaschat in handen krijgen.

## Rolverdeling
| Acteur       | Personage       |
| ------------ | --------------- |
| Carl de Vogt | Kay Hoog        |
| Ressel Orla  | Lio Sha         |
| Georg John   | Dr. Telphas     |
| Lil Dagover  | Zonnepriesteres |